# Lakhoualqa
Lakhoualqa (franska: Lakhoualqa (CR), Lakhoualqa (Commune Rurale), arabiska: اجنان بويه) är en kommun i Marocko.   Den ligger i provinsen Youssoufia och regionen Marrakech-Safi, 260 km sydväst om huvudstaden Rabat. Antalet invånare är 15 915.